# Tora (città antica)
Tora (chiamata anche Tyra, Thora, Tiora o Thiora, a volte con l'attributo "Matiena" o "Matiene") era un'antica città italica fondata dagli Aborigeni che, secondo Dionigi di Alicarnasso, ospitava un oracolo di Marte.

## Storia
Tora era un centro degli Equi, stanziatisi anticamente nel Cicolano (che da loro prese il nome: infatti il loro territorio sarà chiamato dai Romani Res publica Aequiculanorum) e lungo la valle dell'Aniene, confinanti con diversi popoli italici tra cui i Sabini. 
A Tora avvenne nel corso del III secolo il martirio dei santi Anatolia e Audace.

## Localizzazione
Tora, secondo alcuni studiosi poteva sorgere presso il contemporaneo abitato di Sant'Anatolia, frazione di Borgorose nella valle del Salto, in provincia di Rieti. L'elemento per l'individuazione di Tora con Santa Anatolia sarebbe la distanza della città antica da Reate: trecento stadi (secondo lo stesso Dionigi di Alicarnasso), cioè gli stessi che intercorrono tra il borgo e il capoluogo reatino.
Già dall'800 si è creduto di individuare, riconducendoli alla città di Tora, sia un tempio dedicato a Marte, sia il terrazzamento cinto di mura pelasgiche sul quale il picchio (Pico) vaticinava.